# STS-51-L
（原先编号STS-33）是历史上第25次航天飞机任务，也是挑战者号航天飞机的第10次太空飞行。发射73秒后，航天飞机于升空过程中突然爆炸，七名宇航员全部遇难。

## 任务成员
- 迪克·斯科比（Dick Scobee，曾执行以及任务），指令长
- 迈克尔·约翰·史密斯（Michael J. Smith，曾执行任务），飞行员
- 朱迪斯·蕾斯尼克（Judith Resnik，曾执行以及任务），任务专家
- 鬼塚承次（Ellison S. Onizuka，曾执行以及任务），任务专家
- 罗纳德·麦克内尔（Ronald E. McNair，曾执行以及任务），任务专家
- 格里高利·贾维斯（Gregory Jarvis，曾执行任务），有效载荷专家
- 克里斯塔·麦考利芙（Christa McAuliffe，曾执行任务），有效载荷专家